# Болотов, Виктор Александрович
Ви́ктор Алекса́ндрович Бо́лотов (род. 5 июня 1952, Улан-Удэ) — российский государственный деятель и организатор образования, бывший руководитель Федеральной службы по надзору в сфере образования и науки (Рособрнадзор), бывший заместитель министра образования РФ. Научный руководитель Центра мониторинга качества образования Института образования НИУ ВШЭ, член Учёного совета НИУ ВШЭ. Академик Российской академии образования. Широко известен как «отец ЕГЭ».

## Биография
В 1975 году с отличием окончил математический факультет Красноярского государственного университета, после чего поступил в аспирантуру там же. Работал старшим лаборантом Института физики СО АН СССР, ассистентом Красноярского университета, стажёром-исследователем Новосибирского университета. Защитил кандидатскую диссертацию по теории многомерных логарифмических вычетов в Институте математики Сибирского отделения АН СССР.
Секретарь комитета ВЛКСМ Красноярского университета (1979—1981). С 1981 года работал старшим преподавателем, доцентом, деканом психолого-педагогического факультета (1987—1990) Красноярского университета. В период перестройки был одним из активных участников общественно-педагогического движения, организаторов и руководителей Красноярской летней школы по естественным наукам для одарённых детей Сибири, участвовал в учредительном съезде Творческого союза учителей СССР. В связи с этим попал в команду единомышленников вновь назначенного министра образования РСФСР Э. Д. Днепрова и в 1990 году был назначен начальником Главного управления педагогического образования Министерства образования РСФСР, в 1992 году стал заместителем, а в 1993 году — первым заместителем министра.
7 сентября 1996 года после слияния Министерства образования и Госкомитета по высшему образованию, стал заместителем министра общего и профессионального образования Российской Федерации, с 31 октября 2001 года — первый заместитель министра образования. Курировал дошкольное и общее образование, повышение квалификации учителей, учебное книгоиздание. Доктор педагогических наук (2001, диссертация «Теория и практика реформирования педагогического образования в России в условиях социальных перемен»), профессор (2009).
В 2001 году В. А. Болотов был одним из членов рабочей группы по созданию проекта Концепции модернизации образования, впоследствии одобренной Государственным советом и утверждённой Правительством Российской Федерации. Упоминается в СМИ в качестве главного идеолога и «куратора» введения ЕГЭ в России.
13 марта 2004 года был назначен главой Рособрнадзора, в этой должности работал до 28 марта 2008 года. С 26 апреля 2005 года — член-корреспондент, с 9 декабря 2009 года — академик Российской академии образования по Отделению профессионального образования; в 2008—2013 годах являлся вице-президентом РАО.
С 2008 года работает в Высшей школе экономики, в настоящее время — ординарный профессор, научный руководитель Центра мониторинга качества образования Института образования ВШЭ, член Учёного совета НИУ ВШЭ. Действительный член РАЕН.
С 26 февраля 2015 года — член Общественного совета Минобрнауки России, с 27 октября 2015 года — председатель Федерального учебно-методического объединения в системе высшего образования по укрупнённой группе специальностей и направлений подготовки «44.00.00 Образование и педагогические науки». Входит в состав президиума ВАК.
Автор более 150 научных работ по математике и педагогике, среди которых «Обобщение формул обращения систем степенных рядов на системы неявных функций», «К решению систем нелинейных алгебраических уравнений с помощью многомерного логарифмического вычета. О разрешимости в радикалах» и др. Член редколлегий журналов «Педагогика» и «Вопросы образования» (с 2013), а также редакционного совета журнала «Высшее образование сегодня».
Женат; имеет дочь.

## Плагиат
Фигурант Диссернета: обнаружен плагиат в диссертации на звание доктора педагогических наук, а также по меньшей мере одна множественная публикация. Статья, опубликованная изначально на страницах 32-40, отозвана (ретрагирована) редакцией журнала Психологическая наука и образование и более не представлена на его официальном веб-сайте

## Награды и звания
Награждён орденом Почёта (2003), почётными грамотами Президента РФ, Министерства образования РФ (2003), Правительства РФ (2012), Государственной думы РФ (2012), нагрудным знаком «Почетный работник общего образования Российской Федерации», медалями «В память 850-летия Москвы» (1997), «В память 200-летия Минюста России» (2002), «200 лет МВД России» (2002), «За укрепление боевого содружества» (2003), «В память 1000-летия Казани» (2005), «За содружество во имя спасения» (2005), «За отличие в службе» Федерального агентства специального строительства (2007), «20 лет Приднестровской Молдавской Республике» (2010) и др.
Лауреат премии ЦК ВЛКСМ (1985; за работу с одарёнными детьми), премий Правительства Российской Федерации в области образования (2000, 2013; за создание систем работ с одарёнными детьми для общеобразовательных учреждений и учреждений дополнительного образования); премии «Персона года» в сфере образования (2002; за успешное внедрение проекта модернизации российской образовательной системы), а также премии «IT Лидер» (2003; за выдающийся вклад в развитие информационных технологий в России).
Почётный доктор Поморского государственного университета им. М. В. Ломоносова (1995) и Йоркского университета (2003). Признан «Учительской газетой» человеком года в образовании (2004).